# Casa Moreno
La Casa Moreno és una obra de Ripoll protegida com a Bé Cultural d'Interès Local.

## Descripció
Habitatge format per planta baixa i tres pisos que és un exemple clar d'arquitectura racionalista a Ripoll. De la façana principal en destaca la imponent volumetria, la presència d'elements constructius neoclàssics, i baranes de pedra. A tocar de les façanes laterals hi ha jardins; des d'aquests hi ha una escala que permet accedir a la primera planta. Damunt de la porta principal hi ha les inicials J.M. La qualitat de l'edifici va fer que l'any 1934 fos premiada per la Cambra de la propietat urbana de la província de Girona.